# Wahlgreniella vaccinii
Wahlgreniella vaccinii är en insektsart som först beskrevs av Theobald 1924.  Wahlgreniella vaccinii ingår i släktet Wahlgreniella och familjen långrörsbladlöss. Arten är reproducerande i Sverige. Inga underarter finns listade i Catalogue of Life.